# Матерський Микола Антонович
Матерський Микола Антонович ; 3 вересня 1915, с. Новий Керменчик, нині Новомлинівка Розівськкого району Запорізької області — 30 березня 2006) — український диригент, фольклорист.
Народився 3 вересня 1915 року в с. Новий Керменчик, що поблизу м. Маріуполя, куди родину Матерських закинула Перша світова війна. Через сім років сім'я повернулася в рідне село Долобичів, де в 1929 році хлопчик закінчив семирічку. У тому ж році Микола став учнем Української православної духовної семінарії в м. Кременці.
У 1930 році вперше керував хором семінаристів.
У 1932 році родина Матерських із Холмщини переїхала до м. Кременця. Батько працював дияконом Туницької церкви.
У 1936 році Микола вступив на теологічний факультет Варшавського університету, де провчився три роки, але Друга світова війна перекреслила всі плани хлопця.
З осені 1939 року М. Матерський — директор школи у с. Великих Фільварках (нині — с. Плоске Кременецького району). Викладав українську мову та літературу. З 1941 року працював у Кременецькій середній школі № 3. Одночасно керував хором Туницької церкви.
У 1958 році М. Матерський заочно закінчив Львівський університет і лише тоді отримав право викладати українську мову та літературу в середній школі.
Упродовж 1976—1989 років Микола Антонович працював керівником художньої самодіяльності в с. Плоске.
У 1990 році створив хор Української православної автокефальної церкви, який у 1991 році у м. Львові на фестивалі хорів УПАЦ посів перше місце.
М. Матерський присвятив себе популяризації української пісні, церковної музики. Він самовіддано, наполегливо працював для духовного відродження рідного народу.
Помер Микола Матерський 30 березня 2006 року.